# Local Area Network
Ein Local Area Network (englische Aussprache [ləʊkl ˈɛəɹɪə ˈnɛtwɜːk], zu Deutsch lokales oder örtliches Netzwerk), kurz LAN, ist ein Rechnernetz, das die Ausdehnung von Personal Area Networks übertrifft, die Ausdehnung von Metropolitan Area Networks, Wide Area Networks und Global Area Networks aber nicht erreicht. Ein LAN wird z. B. in Heimnetzen oder Unternehmen eingesetzt.

## Technikvarianten allgemein

### Infrastruktur-Verkabelung

LAN-Verkabelung

Ein lokales Netz kann technisch unterschiedlich aufgebaut werden. Typischerweise erfolgt die Verkabelung eines LANs ab einer gewissen Größe als strukturierte Verkabelung. Ethernet ist der am weitesten verbreitete Standard. Dabei erfolgt die Übertragung entweder elektrisch über Twisted-Pair-Kabel (CAT5 oder höher) oder optisch über Lichtwellenleiter aus Glasfaser oder Kunststoff.

### Ethernet
Aktuelles Ethernet deckt Datenübertragungsraten von 10 Mbit/s bis 400 Gbit/s ab (entspricht maximal 50 GByte/s Datendurchsatz). Bei der heute am häufigsten verwendeten, kupferbasierten Twisted-Pair-Verkabelung (TP) beträgt der Netzwerkradius in der Regel maximal hundert Meter, mit Multimode-Glasfaser einige hundert Meter und mit Monomode-Glasfaser standardisiert bis zu vierzig Kilometer. Fast-Ethernet 100BASE-TX und Gigabit-Ethernet 1000BASE-T sind innerhalb der Ethernet-Familie die am weitesten verbreiteten Varianten. Hauptsächlich für Rechenzentren und schnelle Zwischenverbindungen ist 100-Gigabit-Ethernet verfügbar, abgesehen von kurzen Zwischenverbindungen benötigt es praktisch immer Glasfaser. 40-Gigabit-Ethernet für Twisted-Pair-Kabel sowie 2,5-, 5- und 25-Gigabit-Ethernet für etwas geringere Kabelgüten wurden ebenfalls entwickelt.

### Hub / Multiportrepeater
Ein Hub ist ein Verteilerknoten in einem Netzwerk, der ein Repeater mit mehreren Ports ist. Werden mehr als zwei Computer in einem Netzwerk verbunden, kann dies über einen Hub realisiert werden. Mehrere Netzwerkkabel können auf einen Hub geführt werden, deshalb spricht man auf physischer Ebene von einem sternförmigen Aufbau. Im logischen Sinne ist jeder Teilnehmer mit allen anderen verbunden, es handelt sich um eine Bus-Topologie. In einem LAN können mehrere Hubs verwendet werden, um die Zahl der anschließbaren Komponenten zu erhöhen, dabei müssen aber Regeln eingehalten werden.
Der Hub arbeitet nach einem ziemlich einfachen Prinzip: Er leitet von einem Port empfangene Bits oder Symbole an alle anderen Ports weiter. Empfängt der Hub Daten von zwei Ports gleichzeitig, so kommt es zu einer Kollision. Der Hub kann zwei Datenströme gleichzeitig weder weiterleiten noch speichern, kollidierende Datenübertragungen werden gestört und müssen unterbrochen werden. Ein Hub arbeitet grundsätzlich im Halbduplexbetrieb. Da in Hubs selbst keine Datenverarbeitung stattfindet und es sich um eine rein physikalische Signalverstärkung handelt, arbeiten sie nur in der OSI-Schicht 1 (Bitübertragungsschicht).
Ab Gigabit-Ethernet werden keine Hubs mehr eingesetzt, auch für Fast Ethernet sind sie kaum mehr zu finden.

#### Switch / Multiportbridge
Ein Switch ist eine Mehrport-Bridge in einem Bauteil. Er verfügt im Gegensatz zu einem Hub über Logikfunktionen, um Daten zwischenzuspeichern und zu filtern. Eine Bridge leitet jedes empfangene Paket nur an den der jeweiligen Empfängeradresse (MAC-Adresse) zugeordneten Port weiter, so dass die physische Kommunikation auf Sender und Empfänger beschränkt bleibt („Packet Switching“). Die Leitungen der übrigen Teilnehmer werden nicht belastet und können andere Pakete transportieren. Sind nur geswitchte Ports in einem Netzwerk und keine Repeater vorhanden, spricht man im Technik-Jargon von einem „voll-geswitchten Netz“ (Mikrosegmentierung). Ein solches Netz arbeitet kollisionsfrei, und alle Kanäle erreichen die maximale Datenübertragungsrate. In heutigen Netzen werden daher kaum noch Hubs, sondern Switches eingesetzt.

#### Router
Ein Router ermöglicht es, mehrere Netzwerke mit unterschiedlichen Protokollen bzw. Medien miteinander zu verbinden. Unter anderem verbindet ein Router WAN mit LAN. Er kann im Gegensatz zu einem Switch Netzwerkadressen aus dem Layer 3 auswerten, zum Beispiel den Netzwerkanteil aus IP-Adressen aus dem TCP/IP-Modell. Einen Router findet man häufig an den Außengrenzen eines Netzwerkes, um es mit dem Internet oder einem anderen Netzwerk zu verbinden.

### LAN über Funk
Drahtlose lokale Netze nennt man Wireless LAN (WLAN), sie werden meist über einen Standard aus der Gruppe IEEE 802.11 realisiert, die zum kabelgebundenen Ethernet weitgehend kompatibel sind. Da Funknetze nicht an Gebäude- oder Werksgrenzen Halt machen, gibt es hier eine Besonderheit, die Verschlüsselungstechnik. Anfänglich wurde mit den mittlerweile unsicheren Standards WEP und WPA gearbeitet, die daher nicht mehr angewendet werden sollten. Der WPA2-Standard gilt zurzeit noch als sicher, obwohl auch bei diesem Sicherheitslücken festgestellt worden sind. Man spricht jedoch auch hier von poor-man’s-security, denn WLAN-Accesspoints und -Router werden unter enormem Kostendruck vermarktet. Inzwischen sollte der moderne WPA3-Standard verwendet werden. Als Absicherung bei Verwendung öffentlicher Hotspots sollte Opportunistic Wireless Encryption (OWE) verwendet werden. Es kann alternativ oder falls dem Netzanbieter nicht getraut wird, ein VPN-Tunnel verwendet werden.

### LAN über das Strom- oder Telefonleitungsnetz
Beide Techniken haben mit vergleichsweise hohen Abstrahlungsraten zu kämpfen, was zur Störung von Funkdiensten in der Umgebung führen kann. Für Stromleitungen sind verschiedene PowerLAN-Varianten verbreitet, für Telefonleitungen wird häufig VDSL verwendet.

### Veraltete Technik
LAN-Technik wie Token Ring, Fiber Distributed Data Interface (FDDI) und ARCNET, aber auch Ethernet nach 10BASE2, 10BASE5 sowie 100BASE-FX verlieren an Bedeutung, ebenso wie praktisch alle anderen weniger weit verbreiteten Technikvarianten.

### Aktive LAN-Komponenten
Tragende Elemente eines lokalen Netzes waren früher Repeater und Hubs, zum Teil auch Router und Bridges. Bei neueren Installationen hingegen findet man praktisch nur noch Switches und Router. Da herkömmliche Router heute kaum noch innerhalb eines LANs angeordnet werden und stattdessen zumeist Internet-Gateway-Router verwendet werden, stellt ein lokales Netz oft genau eine gemeinsame Broadcast-Domäne dar, also den Bereich eines Rechnernetzes, in dem alle angeschlossenen Geräte mit ihrer Hardware-Adresse (MAC-Adresse) auf Schicht 2 des ISO/OSI-Referenzmodells (Sicherungsschicht) direkt miteinander kommunizieren können. Ein Broadcast ist eine Nachricht an alle Domänen-Teilnehmer, die durch einen Router nicht weitertransportiert wird und damit das LAN gewöhnlich auch nicht verlässt.

### Verschiedene Segmente – LANs bzw. WLANs und VLANs
Ein lokales Netz kann jedoch auch in mehrere LANs oder Virtual LANs (VLAN) unterteilt werden, um die Netzkommunikation eines einzelnen physischen lokalen Netzes physisch oder logisch auf zwei oder mehr VLANs aufzuteilen. Die Endsysteme des einen VLANs können die Endsysteme des anderen VLANs weder sehen, noch können sie mit ihnen kommunizieren. Zur Verbindung mehrerer getrennter LANs oder VLANs wird üblicherweise ein Router oder ein Switch mit Routing-Funktionalität benutzt.
Kollisionsdomänen werden durch Switches (auch Bridges) in kleinere Domänen unterteilt. Dadurch können Kollisionen vermieden und somit das Risiko des Verlangsamens oder gar das Ausfallen eines Netzes durch Überlastung reduziert werden. Da Repeater-Hubs nur noch wenig verwendet werden und es ab Gigabit-Ethernet nur noch Vollduplex-Verbindungen gibt, ist das Zugriffsverfahrens CSMA/CD für Halbduplex-Betrieb kaum noch verbreitet.
Ein Netzteilnehmer kann über die Broadcast-Domäne hinaus mittels eines Routers (OSI-Referenzmodell: Schicht 3, Vermittlungsschicht) Zugang zu anderen Netzen bekommen, wie zum Beispiel zu anderen lokalen Netzen oder zum Internet.
Befindet sich im Netz ein Internetrouter, so hat dieser meistens eine im Internet eindeutige, öffentliche IP-Adresse, während den Hosts im lokalen Netz private IP-Adressen zugeteilt sind. Damit die Hosts mit dem Internet kommunizieren können, wird auf dem Router Masquerading betrieben, ein Spezialfall des NATs.
Vor allem in größeren Netzen werden Router aber auch innerhalb eines lokalen Netzes eingesetzt, unter anderem um nicht zu viele Teilnehmer innerhalb einer Broadcast-Domäne zu haben.

### Weitere Geräte im Netzwerk
Ein LAN kann neben normalen Rechnern auch andere Geräte, wie beispielsweise Drucker einbinden. Drucker, welche über keine LAN-Schnittstelle verfügen, können entweder über spezielle Router oder über Zwischengeräte eingebunden werden, welche die Netzwerkkommunikation übernehmen.